# 加里波第门 (卡塔尼亚)

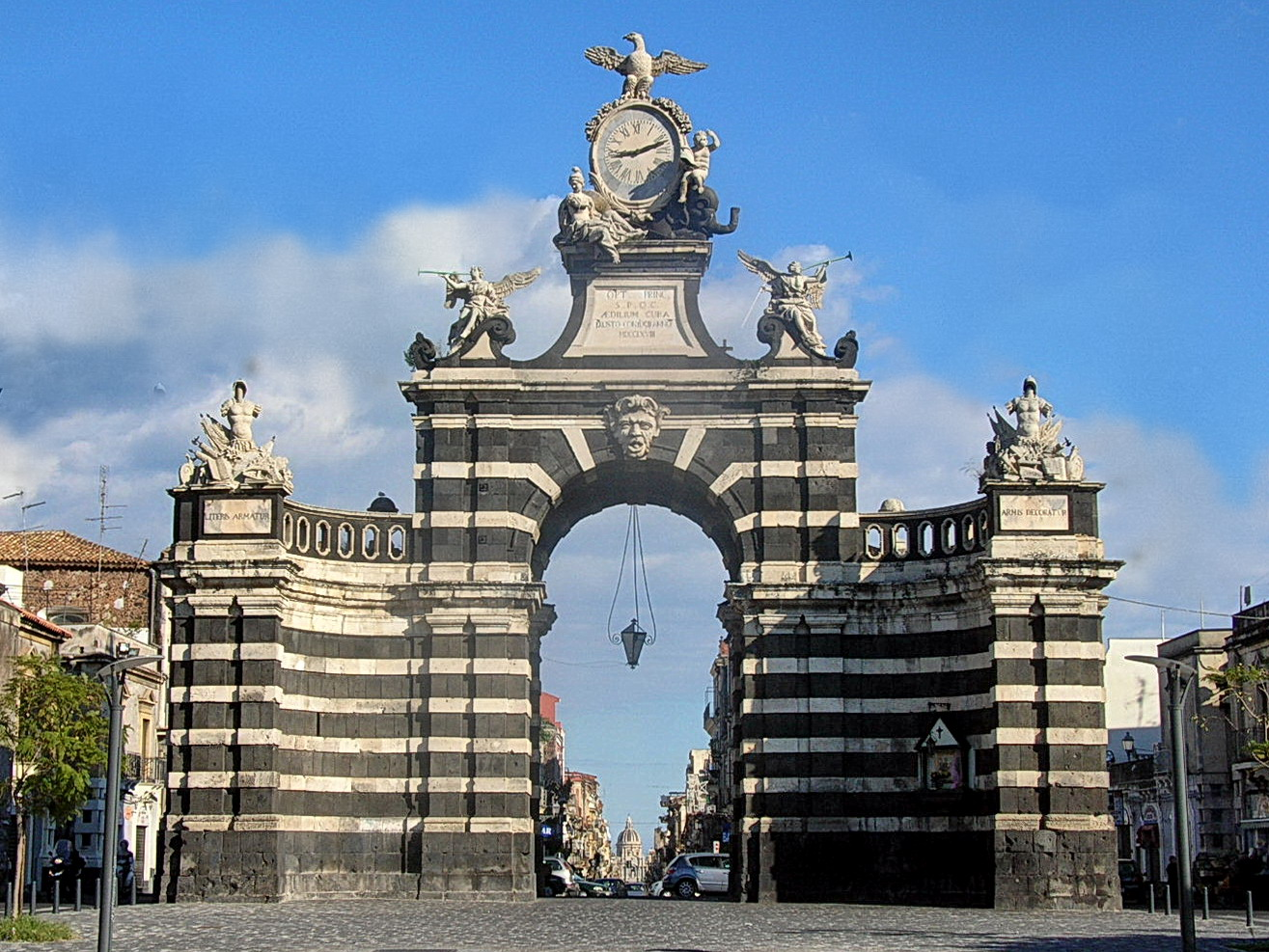
加里波第门: 后方可以看到圣亚加大主教座堂的圆顶

37°29′59″N 15°04′26″E / 37.49967°N 15.07386°E
加里波第门（義大利語：Porta Garibaldi），原名费迪南多门（義大利語：Porta Ferdinandea），是一个凯旋门，位于意大利卡塔尼亚福蒂诺区（Fortino）的朱塞佩·加里波第街（via Giuseppe Garibaldi）尽头，介于帕勒斯广场（piazza Palestro）和十字架广场（piazza Crocifisso）之间。建于1768年，由斯特凡诺·伊塔尔（Stefano Ittar）和弗朗西斯·巴塔利亚（Francesco Battaglia）设计，以纪念费迪南多一世 (两西西里)和玛丽亚·卡洛琳娜的婚礼。